# Gordon Campbell
Gordon Thomas Calthrop Campbell (ur. 8 czerwca 1921 w Lossiemouth w hrabstwie Moray, zm. 26 kwietnia 2005), polityk brytyjski, członek Partii Konserwatywnej, minister w rządzie Edwarda Heatha.

## Życiorys
Był synem generała-majora J. A. Campbella. Wykształcenie odebrał w Wellington College. W 1939 r. wstąpił do Królewskiej Artylerii. Służył wojskowo w czasie II wojny światowej, był odznaczony Military Cross with bar za odwagę. Po wojnie pracował w brytyjskiej służbie dyplomatycznej, m.in. w Nowym Jorku i Wiedniu. W 1959 r. został wybrany do Izby Gmin jako reprezentant okręgu Moray and Nairn. W latach 1961–1962 był rządowym whipem. Następnie został szkockim whipem i Lordem Komisarzem Skarbu. W latach 1963–1964 był podsekretarzem stanu w ministerstwie ds. Szkocji.
Po zwycięstwie konserwatystów w wyborach 1974 r. Campbell został ministrem ds. Szkocji. Za jego kadencji doszło do konfliktów ministerstwa z lokalnymi władzami szkockich hrabstw na tle rybołówstwa i spraw naftowych, które przyczyniły się do spadku poparcia dla Campbella w jego okręgu wyborczym i w efekcie jego porażkę w wyborach w lutym 1974 r. na rzecz kandydatki Szkockiej Partii Narodowej.
W 1975 r. Campbell został kreowany parem dożywotnim jako baron Campbell of Croy i zasiadł w Izbie Lordów. W 1976 r. został przewodniczącym Rady Szkocji. W latach 1976–1984 był wiceprzewodniczącym Komitetu Doradczego ds. Zanieczyszczenia Morza. Był żonaty z Nicolą Madan, córki Geoffreya Madana i Marjorie Moble. Miał z nią troje dzieci.